# 沃尔塔雷东达
22°31′22″S 44°06′14″W / 22.52278°S 44.10389°W
沃尔塔雷东达（葡萄牙語：Volta Redonda，葡萄牙語發音：[ˈvowtɐ ʁeˈdõdɐ̃]，意为“转弯”）是巴西东南部里约热内卢州的一座城市。位于帕拉伊巴河河曲处，故名。1941年在此兴建国营钢铁厂，1946年投产，为南美洲第一家钢铁厂。现在仍为巴西最大的钢铁生产基地。